# フィデア情報総研
株式会社フィデア情報総研（フィデアじょうほうそうけん、英: FIDEA Information & Research Institute, Inc.）は、秋田県秋田市に本社を置くシンクタンクおよびシステムインテグレータ（ユーザ系）。フィデアホールディングスの完全子会社。

## 概要
1974年2月に羽後銀行と富士通の出資で羽後電子計算センターとして設立。1993年に同行と秋田あけぼの銀行が合併して北都銀行が発足。それを受け、翌年4月、北都情報システムズに商号変更した。
2009年10月、北都銀と荘内銀行の経営統合でフィデアホールディングスが発足。それに伴い、2012年4月にフィデア情報システムズに商号変更した。
2019年10月、フィデアグループが推進する第3次中期経営計画で掲げたコンサルティング営業の強化等の方針に沿って、フィデア情報システムズがフィデア総合研究所を吸収合併。商号をフィデア情報総研に変更した。
2016年6月までフィデアHDと富士通などの合弁企業であった。

## 事業内容
| - システムインテグレーション - ソフトウェア開発受託サービス - アウトソーシング - システム機器販売 - 各種サービス | - 調査・研究 - 経営コンサルティング |

## 沿革
- 1974年（昭和49年）2月27日 - 株式会社羽後電子計算センターとして設立。
- 1994年（平成6年）4月1日 - 株式会社北都情報システムズに商号変更。
- 2012年（平成24年）4月1日 - 株式会社フィデア情報システムズに商号変更[3]。
- 2016年（平成28年）
  - 4月1日 - 北都銀行システム部の廃止に伴い、その一部をフィデアHDと共に承継[4]。
  - 6月30日　- 株式交換によりフィデアHDの完全子会社となる[5]。
- 2019年（令和元年）
  - 10月1日 - フィデア情報システムズがフィデア総合研究所を吸収合併。商号をフィデア情報総研に変更。

## 支社
- 山形支社 - 山形県山形市本町1-4-21 荘銀山形ビル8F